# L'Heure d'été
Pour les articles homonymes, voir Heure d'été (homonymie).
Pour plus de détails, voir Fiche technique et Distribution.
L'Heure d'été est un film français écrit et réalisé par Olivier Assayas, sorti le 5 mars 2008.

## Synopsis

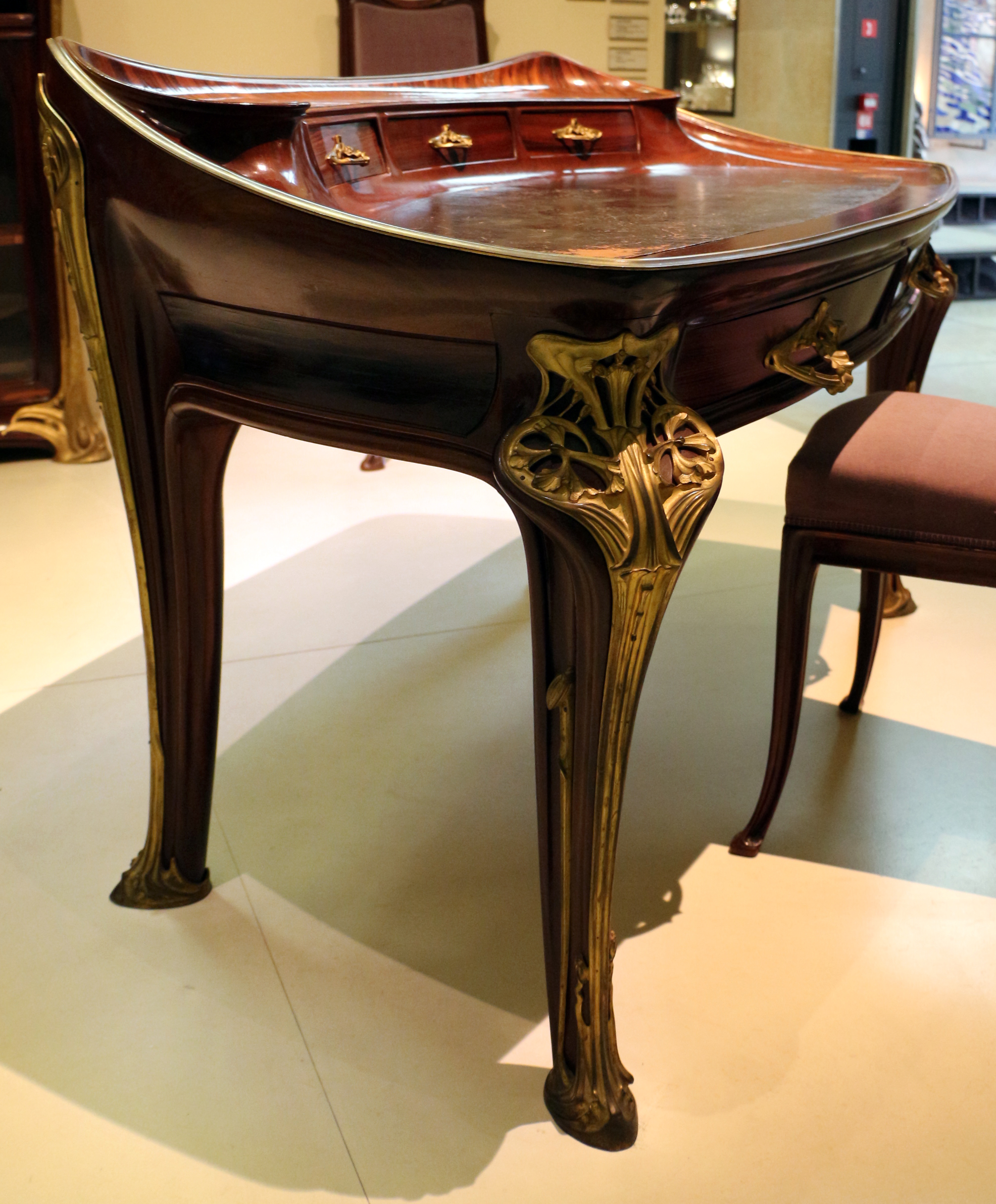
Le bureau d'Hélène (bureau « Orchidées » de Louis Majorelle).

Par une belle journée d'été, dans leur maison familiale de Valmondois, Frédéric, Adrienne, Jérémie et leurs enfants respectifs fêtent les 75 ans de leur mère : Hélène Marly, née Berthier. Celle-ci, sentant sa fin prochaine, n’a d’autre souci que d’organiser sa succession. Il est vrai que la maison est un véritable petit musée : tableaux de Camille Corot, panneaux d’Odilon Redon, meubles de Louis Majorelle et de Josef Hoffmann, vases de Félix Bracquemond. Hélène a consacré sa vie à œuvrer à la postérité de son oncle, le célèbre peintre Paul Berthier.
Quelques mois plus tard, Hélène meurt. Ses enfants se retrouvent alors confrontés aux objets du passé rassemblés dans la maison de Valmondois. Faut-il vendre cette maison, ces objets ? Non, pense Frédéric, l’aîné, mais Jérémie et Adrienne, qui vivent tous les deux à l’étranger, l’un en Chine l’autre à New York, voient les choses différemment. L’unité familiale survivra-t-elle à cette épreuve ?

## Fiche technique
- Réalisé : Olivier Assayas
- Scénario et dialogues : Olivier Assayas
- Directeur de la photographie : Éric Gautier
- Monteur : Luc Barnier
- Chef décorateur : Francois-Renaud Labarthe
- Costumiers : Anaïs Romand et Jürgen Doering
- Directeur de production : Sylvie Barthet
- Producteurs : Marin Karmitz, Nathanaël Karmitz, Charles Gillibert
- Productrice exécutive : Claire Dornoy
- Société de production : MK2 Productions, France, en association avec la SOFICA Cofinova 4
- Société de distribution : MK2 Diffusion, France
- Attachée de presse : Monica Donati
- Genre : comédie dramatique
- Durée : 100 minutes
- Langue originale : français
- Année de production : 2007
- Date de sortie : 5 mars 2008 en France

## Distribution
- Charles Berling : Frédéric Marly
- Juliette Binoche : Adrienne Marly, la sœur cadette de Frédéric
- Jérémie Renier : Jérémie Marly, le frère cadet de Frédéric
- Édith Scob : Hélène Berthier
- Dominique Reymond : Lisa Marly, la femme de Frédéric
- Valérie Bonneton : Angela Marly, la femme de Jérémie
- Isabelle Sadoyan : Éloïse, la fidèle cuisinière
- Alice de Lencquesaing : Sylvie Marly, la fille de Frédéric et Lisa
- Émile Berling : Pierre Marly, le fils de Frédéric et Lisa, le cadet de Sylvie
- Kyle Eastwood : James, l'ami américain d'Adrienne
- Éric Elmosnino : Le commissaire de police
- Jean-Baptiste Malartre : Michel Waldemar
- Gilles Arbona : Maître Lambert
- Marc Voinchet : Le présentateur radio
- Sara Martins : L'attachée de presse
- Christian Lucas : Le neveu d'Éloïse
- Philippe Paimblanc : Le maire de Valmondois
- Arnaud Azoulay : Le petit ami de Sylvie
- Marine Decroix et Léna Burger : Amies de Sylvie
- François-Marie Banier : Le président de la commission des dations
- Philippe Thiébaut, Arnauld Brejon de Lavergnée, et Marc Plocki : Les membres de la  commission des dations
- Odile Michel, Michel Maket, Gérard Landrot et Michel Broomhead : Les experts
- Luc Bricault : Touriste au Musée d'Orsay
- Marie Bélie Vaulet : La guide au Musée d'Orsay
- Bruno Ecault : Le restaurateur du plâtre de Degas
- Daisy Kechichiglonian, Pearl Kechichiglonian, Max Ricat, Kauda Pharaon, Alistair Forwood et Malo Gledhill : Les enfants

## Accueil de la critique
Pour Jacques Mandelbaum dans Le Monde, il s'agit « d'un grand film intimiste ». Le journal québécois Le Devoir note que le thème et l'atmosphère du film ne sont pas sans rappeler Un dimanche à la campagne de Bertrand Tavernier ou Milou en mai de Louis Malle.
Le 9 juin 2017, le New York Times publie une liste de vingt-cinq films considérés par le quotidien comme les meilleurs du XXIe siècle et appelés, selon lui, à devenir des classiques. Ce film d’Olivier Assayas arrive à la neuvième position.

## Autour du film
Si les deux tableaux de Camille Corot et les panneaux d’Odilon Redon sont des copies, les meubles inclus dans la dation, après le décès d’Hélène, sont authentiques et ont été prêtés par le musée d'Orsay. De plus les experts intervenant dans le film sont experts de métier.